# That Part
That Part (stilizzato come THat Part) è un singolo del rapper statunitense Schoolboy Q, che vede la partecipazione di Kanye West, prodotto da Cardo, Yung Exclusive, Cubeatz, Sounwave. Pubblicato il 13 maggio 2016, il singolo è estratto dall'album Blank Face LP.
That Part ha raggiunto la posizione numero 40 nella Billboard Hot 100.

## Classifiche

### Classifiche settimanali
| Classifica (2016)        | Posizione massima |
| ------------------------ | ----------------- |
| Canada                   | 51                |
| Stati Uniti              | 40                |
| US Digital Song Sales    | 37                |
| US Hot Rap Songs         | 8                 |
| US Hot R&B/Hip-Hop Songs | 13                |
| US R&B/Hip-Hop Airplay   | 21                |
| US Rhythmic Songs        | 25                |